# Блаунт, Уильям
Уильям Блаунт (англ. William Blount; 26 марта (6 апреля) 1749 — 21 марта 1800) — государственный деятель США. Старший сын в богатой семье с Северной Каролины. Служил в Континентальной армии, правительстве штата Северная Каролина, был делегатом Континентального конгресса (1782—1783 и 1786—1787). На Филадельфийский конвент опоздал на месяц и редко выступал во время пребывания делегатом. В 1790 году был назначен губернатором Юго-Западной территории ставшей позднее современным штатом Теннесси и стал одним из первых двух сенаторов США от этого штата (1796—1797). В 1798—1800 годах был членом сената Теннесси.